# Uganda i olympiska sommarspelen 2016
Uganda deltog med 21 deltagare vid de olympiska sommarspelen 2016 i Rio de Janeiro. Ingen av landets deltagare erövrade någon medalj.

## Boxning
| Boxare          | Gren          | Omgång 1             | Omgång 2             | Kvartsfinal          | Semifinal            | Final                | Final            |
| Boxare          | Gren          | Motståndare Resultat | Motståndare Resultat | Motståndare Resultat | Motståndare Resultat | Motståndare Resultat | Placering        |
| --------------- | ------------- | -------------------- | -------------------- | -------------------- | -------------------- | -------------------- | ---------------- |
| Ronald Serugo   | Flugvikt      | Abgarjan (ARM) L 1–2 | Gick inte vidare     | Gick inte vidare     | Gick inte vidare     | Gick inte vidare     | Gick inte vidare |
| Kennedy Katende | Lätt tungvikt | Buatsi (GBR) L TKO   | Gick inte vidare     | Gick inte vidare     | Gick inte vidare     | Gick inte vidare     | Gick inte vidare |

## Friidrott
Förkortningar
- Notera– Placeringar avser endast det specifika heatet.
- Q = Tog sig vidare till nästa omgång
- q = Tog sig vidare till nästa omgång som den snabbaste förloraren eller, i fältgrenarna, genom placering utan att nå kvalgränsen
- NR = Nationellt rekord
- N/A = Omgången fanns inte i grenen
- Bye = Idrottaren behövde inte tävla i omgången

Herrar
Bana och väg
| Idrottare               | Gren                         | Heat        | Heat      | Semifinal | Semifinal | Final            | Final            |
| Idrottare               | Gren                         | Resultat    | Placering | Resultat  | Placering | Resultat         | Placering        |
| ----------------------- | ---------------------------- | ----------- | --------- | --------- | --------- | ---------------- | ---------------- |
| Ronald Musagala         | Herrarnas 1 500 meter        | 3:38,45     | 4 Q       | 3:40,37   | 5 Q       | 3:51,68          | 11               |
| Joshua Kiprui Cheptegei | Herrarnas 5 000 meter        | 13:25,70    | 4 Q       | i.u.      | i.u.      | 13:09,17         | 8                |
| Jacob Kiplimo           | Herrarnas 5 000 meter        | 13:30,40    | 11        | i.u.      | i.u.      | Gick inte vidare | Gick inte vidare |
| Phillip Kipyego         | Herrarnas 5 000 meter        | 13:24,66 SB | 11        | i.u.      | i.u.      | Gick inte vidare | Gick inte vidare |
| Joshua Kiprui Cheptegei | Herrarnas 10 000 meter       | i.u.        | i.u.      | i.u.      | i.u.      | 27:10,06 PB      | 6                |
| Moses Kurong            | Herrarnas 10 000 meter       | i.u.        | i.u.      | i.u.      | i.u.      | 28:03,38         | 22               |
| Timothy Toroitich       | Herrarnas 10 000 meter       | i.u.        | i.u.      | i.u.      | i.u.      | 28:04,84         | 23               |
| Jacob Araptany          | Herrarnas 3 000 meter hinder | 8:21,53     | 2 Q       | i.u.      | i.u.      | DNF              | DNF              |
| Benjamin Kiplagat       | Herrarnas 3 000 meter hinder | 8:30,76     | 6         | i.u.      | i.u.      | Gick inte vidare | Gick inte vidare |
| Jackson Kiprop          | Herrarnas maraton            | i.u.        | i.u.      | i.u.      | i.u.      | 2:22:09          | 80               |
| Stephen Kiprotich       | Herrarnas maraton            | i.u.        | i.u.      | i.u.      | i.u.      | 2:13:32          | 14               |
| Solomon Mutai           | Herrarnas maraton            | i.u.        | i.u.      | i.u.      | i.u.      | 2:11:49          | 8                |

Damer
Bana och väg
| Idrottare       | Gren                        | Heat       | Heat      | Semifinal        | Semifinal        | Final            | Final            |
| Idrottare       | Gren                        | Resultat   | Placering | Resultat         | Placering        | Resultat         | Placering        |
| --------------- | --------------------------- | ---------- | --------- | ---------------- | ---------------- | ---------------- | ---------------- |
| Halimah Nakaayi | Damernas 800 meter          | 1:59,78 PB | 5 q       | 2:00,63          | 6                | Gick inte vidare | Gick inte vidare |
| Winnie Nanyondo | Damernas 800 meter          | 2:02,77    | 6         | Gick inte vidare | Gick inte vidare | Gick inte vidare | Gick inte vidare |
| Juliet Chekwel  | Damernas 5 000 meter        | 15:29,07   | 9         | i.u.             | i.u.             | Gick inte vidare | Gick inte vidare |
| Stella Chesang  | Damernas 5 000 meter        | 15:49,80   | 13        | i.u.             | i.u.             | Gick inte vidare | Gick inte vidare |
| Juliet Chekwel  | Damernas 10 000 meter       | i.u.       | i.u.      | i.u.             | i.u.             | DNF              | DNF              |
| Peruth Chemutai | Damernas 3 000 meter hinder | 9:31,03 PB | 7         | i.u.             | i.u.             | Gick inte vidare | Gick inte vidare |
| Nyakisi Adero   | Damernas maraton            | i.u.       | i.u.      | i.u.             | i.u.             | 2:42:39          | 68               |

## Simning
| Idrottare        | Gren                    | Heat    | Heat      | Semifinal        | Semifinal        | Final            | Final            |
| Idrottare        | Gren                    | Tid     | Placering | Tid              | Placering        | Tid              | Placering        |
| ---------------- | ----------------------- | ------- | --------- | ---------------- | ---------------- | ---------------- | ---------------- |
| Joshua Tibatemwa | Herrarnas 50 m frisim   | 25,98   | 64        | Gick inte vidare | Gick inte vidare | Gick inte vidare | Gick inte vidare |
| Jamila Lunkuse   | Damernas 100 m bröstsim | 1.19,64 | 40        | Gick inte vidare | Gick inte vidare | Gick inte vidare | Gick inte vidare |